# HMS Kashmir
HMS Kashmir – brytyjski niszczyciel z okresu II wojny światowej, należący do typu K (J/K/N), w służbie Royal Navy w latach 1939–1941. Nosił znaki taktyczne F12, później G12. Służył na Morzu Północnym i Morzu Śródziemnym, gdzie został zatopiony przez lotnictwo w obronie Krety 23 maja 1941.
Podczas służby otrzymał trzy wyróżnienia bitewne (Battle Honours): za Morze Północne 1939, Morze Śródziemne 1941 i Kretę 1941.

## Budowa
Stępkę pod budowę okrętu położono 11 października 1937 w stoczni Thornycroft w Southampton, kadłub wodowano 4 kwietnia 1939. Budowę rozpoczęto jako niszczyciela typu J pod nazwą „Javelin”, przed wodowaniem jednak zamieniono mu nazwę z równolegle budowanym niszczycielem „Kashmir” identycznego typu K (przemianowanym na HMS „Javelin”). Okręt wszedł do służby w Royal Navy 26 października 1939 jako pierwszy okręt brytyjski o nazwie HMS „Kashmir” (pol. Kaszmir). W tej samej stoczni budowano też równocześnie niszczyciel HMS „Kimberley” tego typu, a następnie HMAS „Nepal” i „Norman”  identycznego typu N.

## Służba

### Morze Północne 1939-1941
„Kashmir” wszedł do służby brytyjskiej wkrótce po wybuchu II wojny światowej i 12 listopada 1939 wszedł w skład 9 Dywizjonu 5 Flotylli Niszczycieli dowodzonej przez kmdra Louisa Mountbattena, grupującej okręty typu K. Flotylla ta wchodziła w skład Floty Metropolii (Home Fleet) i bazowała początkowo w Scapa Flow. Przez pierwsze miesiące wojny razem z niszczycielami flotylli przeważnie eskortował konwoje na Morzu Północnym, patrolował i osłaniał główne siły floty w wypadach na Morzu Północnym i w składzie patrolu północnego w rejonie Wysp Owczych. 29 listopada 1939 wraz z niszczycielem HMS „Kingston” zatopił niemiecki okręt podwodny U-35 na północny zachód od Bergen, ratując i biorąc do niewoli 31 członków załogi. W marcu 1940 okręt był dokowany w celu naprawy hydrolokatora.
Tuż przed rozpoczęciem kampanii norweskiej, 8 kwietnia „Kashmir” patrolował w rejonie Stavanger z krążownikami HMS „Arethusa”, „Galatea” i niszczycielami brytyjskimi i polskimi, lecz bez kontaktu z nieprzyjacielem. 9 kwietnia siły te dołączyły na Morzu Północnym do sił głównych adm. Forbesa, lecz o godz. 4 rano tego dnia „Kashmir” doznał uszkodzenia rufy w kolizji z HMS „Kelvin” (1 zabity), po czym został odholowany przez HMS „Cossack” do Lerwick. Remont w Tyne trwał do 13 czerwca 1940. Zmieniono mu wówczas znak taktyczny na G12.
„Kashmir” następnie zajmował się wciąż głównie eskortą konwojów. Od 1 października został przydzielony do Dowództwa Zachodnich Podejść (m.in. z HMS „Jackal” i „Jupiter”). W nocy 10-11 października 1940 wziął udział w operacji Medium, ostrzeliwując wraz z pancernikiem HMS „Revenge” i niszczycielami 5. Flotylli port w Cherbourgu.
W nocy 17-18 października wraz z niszczycielami 5. Flotylli i dwoma krążownikami wziął udział w potyczce z niemieckimi niszczycielami „Hans Lody”, „Karl Galster” i „Friedrich Ihn”, z dużej odległości, bez strat po obu stronach. 29 listopada 1940 wziął udział wraz z HMS „Javelin”, „Jupiter”, „Jackal”, i „Jersey” w kolejnej potyczce z niemieckimi niszczycielami „Karl Galster”, „Hans Lody” i „Richard Beitzen”, urządzającymi rajd pod brytyjskie wybrzeże, podczas której uszkodzony został brytyjski niszczyciel „Javelin”.
15 lutego 1941 „Kashmir” z niszczycielami HMS „Kelly”, „Kipling” i „Jackal” usiłował przechwycić niemiecki ciężki krążownik „Admiral Hipper” płynący do Brestu, lecz do kontaktu nie doszło. Kilkakrotnie w tym okresie osłaniał też akcje stawiania min.

### Morze Śródziemne 1941
W kwietniu 1941 „Kashmir” został przeniesiony z 5. Flotyllą do Floty Śródziemnomorskiej i 28 kwietnia dotarł na Maltę, gdzie został włączony do Zespołu K (Force K) dowodzonego przez Louisa Mountbattena i działającego przeciwko żegludze pomiędzy Włochami a Afryką (w jego skład wchodziły wówczas niszczyciele HMS „Kelly”, „Kelvin”, „Kipling”, „Kashmir”, „Jackal”, „Jersey” i krążownik „Gloucester”). Już 2 maja, po uszkodzeniu na minie niszczyciela „Jersey”, blokującego wejście do portu, „Gloucester”, „Kipling” i „Kashmir” odesłano do Gibraltaru. Powróciły  one na Maltę z konwojem operacji Tiger. 10 maja 1941 „Kashmir” wraz z „Jackal”, „Jersey”, „Kelly”, „Kipling” i „Kelvin” bombardował Bengazi, po czym okręty były atakowane nieskutecznie przez samoloty niemieckie.
Od 22 maja 1941 „Kashmir” z zespołem K uczestniczył w bitwie o Kretę, przydzielony do zespołu A-1. 23 maja został zatopiony na południe od Krety (pozycja 34°40′N 24°10′E/34,666667 24,166667) przez niemieckie bombowce nurkujące Ju 87 Stuka, wraz z HMS „Kelly”. Rozbitkowie wraz z dowódcą zostali uratowani przez HMS „Kipling”, zginęło 83 członków załogi.
Dowódcy:
- październik 1939 – maj 1941: Cdr (kmdr por) Henry A. King

## Dane techniczne

### Uzbrojenie
Uwaga – dane dotyczące uzbrojenia i wyposażenia odnoszą się ogólnie do okrętów typu K, daty zmian w przypadku konkretnego okrętu są orientacyjne.
- 6 dział 120 mm QF Mk XII na podwójnych podstawach CP Mk XIX, osłoniętych maskami (3xII)
  - długość lufy: L/45 (45 kalibrów), donośność maksymalna 15 520 m, kąt podniesienia +40°, masa pocisku 22,7 kg
- 1 działo plot 102 mm QF Mk V na podstawie HA Mk III (od 1940/41 zamiast aparatu torpedowego)
  - długość lufy: L/45, kąt podniesienia +80°, masa pocisku 14,06 kg
- 4 automatyczne armaty przeciwlotnicze 40 mm Vickers Mk VIII („pom-pom”) poczwórnie sprzężone na podstawie Mk VII (1xIV)
- 2-4 automatycznych działek plot 20 mm Oerlikon 20 mm (od 1941, ilość stopniowo wzrastała, 2xI do 4xI zamiast wkm)
- 8 wkm plot 12,7 mm Vickers Mk III (2xIV) (do 1941)
- 10 wyrzutni torpedowych 533 mm w dwóch aparatach torpedowych PR Mk II (2xV), 10 torped Mk IX (od 1940/41 – 5 wyrzutni)
- 1 zrzutnia na 6 bomb i 2 miotacze bomb głębinowych (20 bomb głębinowych)

Wyposażenie
- hydrolokator Asdic
- system kierowania ogniem artylerii: dalocelownik (DCT) i główny dalmierz (na nadbudówce dziobowej)
- radar dozoru ogólnego Typ 286 (od 1941, na głównym maszcie)
- radar kierowania ogniem plot Typ 285 (od 1941, na stanowisku dalmierza)